# Luis Heyden
Luis Maria Heyden (* 27. November 1893 in Hamburg-Eimsbüttel; † 9. Dezember 1951 in New York City) war ein deutscher Tennisspieler und Mitglied des Harvestehuder THC in Hamburg.

## Leben
Heyden wurde als Sohn von Luis Heyden Sr. und Henriette Julie (geb. Mende) im Hamburger Stadtteil Eimsbüttel geboren. Er spielte in Hamburg für den Harvestehuder THC.
Luis Heydens Tenniskarriere erstreckte sich von 1909 bis 1926. Er nahm an den Olympischen Spielen 1912 in Stockholm an der Einzel- und Doppelkonkurrenz auf Rasen teil. Dabei erreichte er im Einzel nach drei Siegen das Viertelfinale, schied dort aber knapp in fünf Sätzen gegen den späteren Goldmedaillengewinner Charles Winslow aus Südafrika aus. Mit Robert Spies war er ebenfalls im Viertelfinale unterlegen, hier Ladislav Žemla und Jaroslav Just aus Böhmen. Er konnte bei den Deutschen Internationalen Meisterschaften 1912 mit Louis Trasenster und 1921 mit Heinrich Schomburgk den Doppeltitel sowie 1922 und 1923 mit Lilí Álvarez den Titel im Mixed gewinnen. Bei der einzigen Teilnahme an den Wimbledon Championships im Jahr 1914 unterlag er im Einzel in der ersten Runde; im Doppel stand er mit Robert Spies im Viertelfinale. Sein letztes Turnier 1926 waren die U.S. National Championships, der Vorläufer der US Open. Auch hier verlor er sein Auftaktmatch.
Nach seiner aktiven Zeit als Tennisspieler zog Heyden in die USA und bekam auch die dortige Staatsbürgerschaft. 1930 soll er als Bankkaufmann gearbeitet haben und in Manhattan gewohnt haben. 1937 war er mit Jeannette Lesch verheiratet, die 1939 starb. In zweiter Ehe war er ab Ende des Jahres mit Harriet Nieskens (geb. Paterson) verheiratet, mit der er einen Sohn hatte. Er starb im Dezember 1951 in New York.